# Кабанбайський сільський округ (Тарбагатайський район)
Кабанба́йський сільський округ (каз. Қабанбай ауылдық округі, рос. Кабанбайский сельский округ) — адміністративна одиниця у складі Тарбагатайського району Східноказахстанської області Казахстану. Адміністративний центр — село Кабанбай.
Населення — 2078 осіб (2021; 2461 у 2009, 3458 у 1999, 3897 у 1989).
Станом на 1989 рік існувала Крупська сільська рада (села Казахстан, Крупське, ЛСП, Шенгельди, Шорга), село Чорга перебувало у складі Акжарської сільради. 1998 року до складу округу було передане село Чорга Акжарського сільського округу. Тоді ж було ліквідовано село ЛСП. 2015 року зі складу округу було передано територію площею 550,63 км² до складу Тугильської селищної адміністрації.

## Склад
До складу округу входять такі населені пункти:
| Населений пункт    | Старі назви | Населення, осіб (1989) | Населення, осіб (1999) | Населення, осіб (2009) | Населення, осіб (2021) |
| ------------------ | ----------- | ---------------------- | ---------------------- | ---------------------- | ---------------------- |
| Казахстан, село    | -           | 469                    | 302                    | 225                    | 150                    |
| Кабанбай, село     | -           | 1694                   | 1698                   | 1210                   | 1033                   |
| ЛСП, село          | -           | 18                     | -                      | -                      | -                      |
| Тауке, село        | Чорга       | 585                    | 515                    | 266                    | 240                    |
| Шенгельди, село    | -           | 458                    | 380                    | 281                    | 185                    |
| Шорга, село        | -           | 673                    | 563                    | 479                    | 466                    |
| --Жаманбай, село   | -           | -                      | -                      | -                      | 1                      |
| --Кизилсидик, село | -           | -                      | -                      | -                      | 2                      |
| --Сарибас-1, село  | -           | -                      | -                      | -                      | 1                      |